# Тейлор (тауншип, округ Белтрами, Миннесота)
Тейлор (англ. Taylor) — тауншип в округе Белтрами, Миннесота, США. На 2000 год его население составило 108 человек.

## География
По данным Бюро переписи населения США площадь тауншипа составляет 88,7 км², из которых 83,3 км² занимает суша, а 5,3 км² — вода (6,02 %).

## Демография
По данным переписи населения 2000 года здесь находились 108 человек, 42 домохозяйства и 27 семей. Плотность населения —  1,3 чел./км². На территории тауншипа расположено 66 построек со средней плотностью 0,8 построек на один квадратный километр. Расовый состав населения: 96,30 % белых, 2,78 % афроамериканцев и 0,93 % коренных американцев.
Из 42 домохозяйств в 28,6 % воспитывались дети до 18 лет, в 59,5 % проживали супружеские пары и в 35,7 % домохозяйств проживали несемейные люди. 28,6 % домохозяйств состояли из одного человека, при том 11,9 % из — одиноких пожилых людей старше 65 лет. Средний размер домохозяйства — 2,57, а семьи — 3,30 человека.
24,1 % населения — младше 18 лет, 13,9 % — в возрасте от 18 до 24 лет, 20,4 % — от 25 до 44, 31,5 % — от 45 до 64, и 10,2 % — старше 65 лет. Средний возраст — 41 год. На каждые 100 женщин приходилось 125,0 мужчин. На каждые 100 женщин старше 18 приходилось 127,8 мужчин.
Средний годовой доход домохозяйства составлял 39 722 доллара, а средний годовой доход семьи —  41 875 долларов. Средний доход мужчин —  29 375  долларов, в то время как у женщин — 26 250. Доход на душу населения составил 18 946 долларов. За чертой бедности находились 12,5 % семей и 15,2 % всего населения тауншипа.